# The Foxy Hunter
The Foxy Hunter es un corto de animación estadounidense de 1937, de la serie de Betty Boop. Fue producido por los estudios Fleischer y distribuido por Paramount Pictures. En él aparecen Betty Boop, su sobrino Junior y su mascota Pudgy.

## Argumento
Junior, sobrino de Betty Boop, juega en casa de su tía con una escopeta que dispara tapones de corcho. Pudgy recoge las presas abatidas, figuras que adornan el hogar de Betty. Convencido de su valía como cazador, decide ir al bosque y cazar animales salvajes. Pudgy le acompañará en tan peligrosa aventura.

## Producción
The Foxy Hunter es la septuagésima entrega de la serie de Betty Boop y fue estrenada el 26 de noviembre de 1937.